# Nowa Zelandia na Letnich Igrzyskach Olimpijskich 2016
Nową Zelandię na Letnich Igrzyskach Olimpijskich 2016 reprezentowało 195 zawodników: 98 mężczyzn i 97 kobiet. Był to dwudziesty trzeci start reprezentacji Nowej Zelandii na letnich igrzyskach olimpijskich.

## Zdobyte medale
| Medal  | Zawodnik | Dyscyplina          | Konkurencja                | Rezultat                                      | Data        |
| ------ | --- | ------------------- | -------------------------- | --------------------------------------------- | ----------- |
| Złoto  | Hamish Bond Eric Murray | Wioślarstwo         | Dwójka bez sternika        | 6:59,71                                       | 11 sierpnia |
| Złoto  | Molly Meech | Wioślarstwo         | jedynka męska              | 6:41,34                                       | 13 sierpnia |
| Złoto  | Lisa Carrington | Kajakarstwo         | K-1 200 m kobiet           | 39,864                                        | 16 sierpnia |
| Złoto  | Peter Burling Blair Tuke | Żeglarstwo          | klasa 49er                 | 35 pkt                                        | 18 sierpnia |
| Srebro | Natalie Rooney | Strzelectwo         | trap kobiet                | 12 pkt                                        | 7 sierpnia  |
| Srebro | Shakira Baker Kelly Brazier Gayle Broughton Theresa Fitzpatrick Sarah Goss Kayla McAlister Huriana Manuel Tyla Nathan-Wong Terina Te Tamaki Ruby Tui Niall Williams Portia Woodman | Rugby               | turniej kobiet             | W finale uległy reprezentacji Australii 17:24 | 8 sierpnia  |
| Srebro | Luuka Jones | Kajakarstwo górskie | K-1 kobiet                 | 101,82                                        | 11 sierpnia |
| Srebro | Edward Dawkins Ethan Mitchell Sam Webster | Kolarstwo torowe    | sprint drużynowy mężczyzn  | 42,54 s                                       | 11 sierpnia |
| Srebro | Valerie Adams | Lekkoatletyka       | pchnięcie kulą kobiet      | 20,42 m                                       | 12 sierpnia |
| Srebro | Rebecca Scown Genevieve Behrent | Wioślarstwo         | Dwójka bez sternika kobiet | 7:19,53                                       | 12 sierpnia |
| Srebro | Jo Aleh Polly Powrie | Żeglarstwo          | klasa 470 kobiet           | 54 pkt                                        | 18 sierpnia |
| Srebro | Alex Maloney Molly Meech | Żeglarstwo          | klasa 49erFX               | 51 pkt                                        | 18 sierpnia |
| Srebro | Lydia Ko | Golf                | turniej kobiet             | -11 uderzeń                                   | 20 sierpnia |
| Brąz   | Sam Meech | Żeglarstwo          | klasa Laser                | 85 pkt                                        | 16 sierpnia |
| Brąz   | Lisa Carrington | Kajakarstwo         | K-1 500 m kobiet           | 1:54,372                                      | 18 sierpnia |
| Brąz   | Tomas Walsh | Lekkoatletyka       | pchnięcie kulą mężczyzn    | 21,36 m                                       | 18 sierpnia |
| Brąz   | Eliza McCartney | Lekkoatletyka       | skok o tyczce kobiet       | 4,80 m                                        | 20 sierpnia |
| Brąz   | Nick Willis | Lekkoatletyka       | bieg na 1500 m mężczyzn    | 3:50,24                                       | 20 sierpnia |

## Skład kadry

### Gimnastyka
Mężczyźni
| Zawodnik         | Konkurencja            | Kwalifikacje | Kwalifikacje | Kwalifikacje | Kwalifikacje | Kwalifikacje | Kwalifikacje | Kwalifikacje | Kwalifikacje | Finał    | Finał    | Finał    | Finał    | Finał    | Finał    | Finał | Finał   | Źródło |
| Zawodnik         | Konkurencja            | Przyrząd     | Przyrząd     | Przyrząd     | Przyrząd     | Przyrząd     | Przyrząd     | Razem        | Pozycja      | Przyrząd | Przyrząd | Przyrząd | Przyrząd | Przyrząd | Przyrząd | Razem | Pozycja | Źródło |
| Zawodnik         | Konkurencja            | F            | PH           | R            | V            | PB           | HB           | Razem        | Pozycja      | F        | PH       | R        | V        | PB       | HB       | Razem | Pozycja | Źródło |
| ---------------- | ---------------------- | ------------ | ------------ | ------------ | ------------ | ------------ | ------------ | ------------ | ------------ | -------- | -------- | -------- | -------- | -------- | -------- | ----- | ------- | ------ |
| Mikhail Koudinov | wielobój indywidualnie | 13,200       | 12,600       | 13,433       | 14,133       | 14,700       | 12,833       | 80,899       | 45.          | NQ       | NQ       | NQ       | NQ       | NQ       | NQ       | NQ    | NQ      | [ 1 ]  |

Kobiety
| Zawodniczka       | Konkurencja            | Kwalifikacje | Kwalifikacje | Kwalifikacje | Kwalifikacje | Kwalifikacje | Kwalifikacje | Finał     | Finał     | Finał     | Finał     | Finał | Finał   | Źródło |
| Zawodniczka       | Konkurencja            | Przyrządy    | Przyrządy    | Przyrządy    | Przyrządy    | Razem        | Pozycja      | Przyrządy | Przyrządy | Przyrządy | Przyrządy | Razem | Pozycja | Źródło |
| Zawodniczka       | Konkurencja            | V            | UB           | BB           | F            | Razem        | Pozycja      | V         | UB        | BB        | F         | Razem | Pozycja | Źródło |
| ----------------- | ---------------------- | ------------ | ------------ | ------------ | ------------ | ------------ | ------------ | --------- | --------- | --------- | --------- | ----- | ------- | ------ |
| Courtney McGregor | wielobój indywidualnie | 14,666       | 12,433       | 13,000       | 13,066       | 53,165       | 41.          | NQ        | NQ        | NQ        | NQ        | NQ    | NQ      | [ 2 ]  |

#### Skoki na trampolinie
| Zawodnik      | Konkurencja | Eliminacje        | Eliminacje    | Eliminacje | Eliminacje | Eliminacje | Finał    | Finał     | Finał  | Finał  | Finał   | Finał   | Źródło |
| Zawodnik      | Konkurencja | Układ obowiązkowy | Układ dowolny | Kara       | Razem      | Pozycja    | Trudność | Wykonanie | Lot    | Kara   | Łącznie | Pozycja | Źródło |
| Zawodnik      | Konkurencja | Punkty            | Punkty        | Punkty     | Punkty     | Pozycja    | Punkty   | Punkty    | Punkty | Punkty | Punkty  | Pozycja | Źródło |
| ------------- | ----------- | ----------------- | ------------- | ---------- | ---------- | ---------- | -------- | --------- | ------ | ------ | ------- | ------- | ------ |
| Dylan Schmidt | mężczyźni   | 48,300            | 59,360        |            | 107,660    | 8.         | 17,100   | 22,500    | 17,540 |        | 57,140  | 7.      | [ 3 ]  |

### Golf
| Zawodnik  | Konkurencja | Runda 1 | Runda 2 | Runda 3 | Runda 4 | Łącznie | Łącznie | Łącznie | Źródło |
| Zawodnik  | Konkurencja | Wynik   | Wynik   | Wynik   | Wynik   | Wynik   | Par     | Pozycja | Źródło |
| --------- | ----------- | ------- | ------- | ------- | ------- | ------- | ------- | ------- | ------ |
| Lydia Ko  | kobiety     | 69      | 70      | 65      | 69      | 273     | – 11    | srebro  | [ 4 ]  |
| Danny Lee | Mężczyźni   | 72      | 65      | 76      | 69      | 282     | – 2     | 27.     | [ 4 ]  |
| Ryan Fox  | Mężczyźni   | 70      | 73      | 74      | 68      | 285     | +1      | 39.     | [ 4 ]  |

### Hokej na trawie
Turniej kobiet
- Reprezentacja kobiet

| - Kayla Sharland-Whitelock - Olivia Merry - Petrea Webster - Brooke Neal - Samantha Charlton - Elizabeth Thompson - Sophie Cocks - Kirsten Pearce |  | - Gemma Flynn - Charlotte Harrison - Rose Keddell - Kelsey Smith - Pippa Hayward - Stacey Michelsen - Anita Punt-McLaren - Sally Rutherford |

| Drużyna       | Konkurencja | Faza grupowa         | Faza grupowa     | Faza grupowa     | Faza grupowa     | Faza grupowa     | Faza grupowa | Ćwierćfinały     | Półfinały           | Finał            | Pozycja | Źródło |
| Drużyna       | Konkurencja | Przeciwnik Wynik     | Przeciwnik Wynik | Przeciwnik Wynik | Przeciwnik Wynik | Przeciwnik Wynik | Pozycja      | Przeciwnik Wynik | Przeciwnik Wynik    | Przeciwnik Wynik | Pozycja | Źródło |
| ------------- | ----------- | -------------------- | ---------------- | ---------------- | ---------------- | ---------------- | ------------ | ---------------- | ------------------- | ---------------- | ------- | ------ |
| Nowa Zelandia | kobiety     | Korea Południowa 4:1 | Niemcy 1:2       | Hiszpania 2:1    | Holandia 1:1     | Chiny 3:0        | 2.           | Australia 4:2    | Wielka Brytania 0:3 | Niemcy 1:2       | 4.      | [ 5 ]  |

Turniej mężczyzn
- Reprezentacja mężczyzn

| - James Coughlan - Simon Child - Blair Hilton - Ryan Archibald - Bradley Shaw - Nicholas Woods - Kane Russell - Blair Tarrant |  | - Shay Neal - Arun Panchia - Shea McAleese - Stephen Jenness - Hugo Inglis - Hayden Phillips - Nick Wilson - Devon Manchester |

| Drużyna       | Konkurencja | Faza grupowa     | Faza grupowa        | Faza grupowa     | Faza grupowa     | Faza grupowa     | Faza grupowa | Ćwierćfinały     | Półfinały        | Finał            | Pozycja | Źródło |
| Drużyna       | Konkurencja | Przeciwnik Wynik | Przeciwnik Wynik    | Przeciwnik Wynik | Przeciwnik Wynik | Przeciwnik Wynik | Pozycja      | Przeciwnik Wynik | Przeciwnik Wynik | Przeciwnik Wynik | Pozycja | Źródło |
| ------------- | ----------- | ---------------- | ------------------- | ---------------- | ---------------- | ---------------- | ------------ | ---------------- | ---------------- | ---------------- | ------- | ------ |
| Nowa Zelandia | mężczyźni   | Australia 1:2    | Wielka Brytania 2:2 | Hiszpania 2:3    | Brazylia 9:0     | Belgia 3:1       | 4.           | Niemcy 2:3       | NQ               | NQ               | 7.      | [ 6 ]  |

### Jeździectwo
Ujeżdżenie
| Zawodnik       | Koń                      | Konkurencja  | Grand Prix | Grand Prix | Grand Prix Special | Grand Prix Special | Finał | Finał | Źródło |
| Zawodnik       | Koń                      | Konkurencja  | Wynik      | Poz.       | Wynik              | Poz.               | Wynik | Poz.  | Źródło |
| -------------- | ------------------------ | ------------ | ---------- | ---------- | ------------------ | ------------------ | ----- | ----- | ------ |
| Julie Brougham | Ujeżdżenie indywidualnie | Vom Feinsten | 68,543     | 44.        | NQ                 | NQ                 | NQ    | NQ    | [ 7 ]  |

WKKW
| Zawodnik                                           | Konkurencja   | Koń                | Ujeżdżenie | Cross country | Skoki (runda kwalifikacyjna) | Razem     | Skoki (runda finałowa) | Finał  | Pozycja | Źródło |
| -------------------------------------------------- | ------------- | ------------------ | ---------- | ------------- | ---------------------------- | --------- | ---------------------- | ------ | ------- | ------ |
| Clarke Johnstone                                   | indywidualnie | Balmoral Sensation | 46,50      | 4,80          | 0,00                         | 51,30     | 8,00                   | 59,30  | 6.      | [ 7 ]  |
| Mark Todd                                          | indywidualnie | Leonidas II        | 44,00      | 2,00          | 16,00                        | 62,00     | 0,00                   | 62,00  | 7.      | [ 7 ]  |
| Jonelle Price                                      | indywidualnie | Faerie Dianimo     | 49,50      | 8,00          | 8,00                         | 65,50     | 8,00                   | 73,50  | 17.     | [ 7 ]  |
| Tim Price                                          | indywidualnie | Ringwood Sky Boy   | 47,00      | Wyeliminowany | NQ                           | NQ        | NQ                     | NQ     | NQ      | [ 7 ]  |
| Clarke Johnstone Mark Todd Jonelle Price Tim Price | drużynowo     | jak wyżej          | jak wyżej  | jak wyżej     | jak wyżej                    | jak wyżej | N/A                    | 178,80 | 4.      | [ 7 ]  |

### Judo
Kobiety
| Zawodniczka    | Konkurencja | 1/16                | 1/8                 | Ćwierćfinał         | Półfinał            | Repasaże            | Finał / 3.miejsce   | Finał / 3.miejsce | Źródła |
| Zawodniczka    | Konkurencja | Przeciwniczka Wynik | Przeciwniczka Wynik | Przeciwniczka Wynik | Przeciwniczka Wynik | Przeciwniczka Wynik | Przeciwniczka Wynik | Pozycja           | Źródła |
| -------------- | ----------- | ------------------- | ------------------- | ------------------- | ------------------- | ------------------- | ------------------- | ----------------- | ------ |
| Darcina Manuel | 57 kg       | Zabłudina W 001-000 | Monteiro P 000-002  | NQ                  | NQ                  | NQ                  | NQ                  | 9.                | [ 8 ]  |

### Kajakarstwo
| Zawodnik                                            | Konkurencja         | Eliminacje | Eliminacje | Półfinały | Półfinały | Finał    | Finał   | Pozycja | Źródło |
| Zawodnik                                            | Konkurencja         | Czas       | Pozycja    | Czas      | Pozycja   | Czas     | Pozycja | Pozycja | Źródło |
| --------------------------------------------------- | ------------------- | ---------- | ---------- | --------- | --------- | -------- | ------- | ------- | ------ |
| Marty McDowell                                      | K-1 1000 m mężczyzn | 3:34,469   | 4.         | NQ        | NQ        | NQ       | NQ      | NQ      | [ 9 ]  |
| Lisa Carrington                                     | K-1 200 m kobiet    | 40,422     | 1.         | 39,561    | 1.        | 39,864   | 1.      | złoto   | [ 10 ] |
| Lisa Carrington                                     | K-1 500 m kobiet    | 1:54,765   | 1.         | 1:56,155  | 2.        | 1:54,372 | 3.      | brąz    | [ 10 ] |
| Jaimee Lovett Kayla Imrie Aimee Fisher Caitlin Ryan | K-4 500 m kobiet    | 1:33,782   | 3.         | 1:34,778  | 1.        | 1:38,198 | 5.      | 5.      | [ 10 ] |

#### Kajakarstwo górskie
| Zawodnik    | Konkurencja  | Eliminacje | Eliminacje | Eliminacje | Eliminacje | Eliminacje | Eliminacje | Półfinały | Półfinały | Finał  | Finał   | Pozycja | Źródło |
| Zawodnik    | Konkurencja  | P 1        | M.         | P 2        | M.         | Razem      | M.         | Czas      | Miejsce   | Czas   | Miejsce | Pozycja | Źródło |
| ----------- | ------------ | ---------- | ---------- | ---------- | ---------- | ---------- | ---------- | --------- | --------- | ------ | ------- | ------- | ------ |
| Mike Dawson | K-1 mężczyzn | 88,91      | 4.         | 90,86      | 10.        | 88,91      | 8.         | 91,47     | 5.        | 93,07  | 10.     | 10.     | [ 11 ] |
| Luuka Jones | K-1 kobiet   | 100,59     | 2.         | 101,96     | 3.         | 100,59     | 4.         | 108,05    | 7.        | 101,82 | 2.      | srebro  | [ 12 ] |

### Kolarstwo

#### Kolarstwo szosowe
| Zawodnik        | Konkurencja                    | Czas    | Pozycja | Źródło |
| --------------- | ------------------------------ | ------- | ------- | ------ |
| George Bennett  | wyścig ze startu wspólnego (m) | 6:21:54 | 33.     | [ 13 ] |
| Zac Williams    | wyścig ze startu wspólnego (m) | DNF     | DNF     | [ 13 ] |
| Linda Villumsen | wyścig ze startu wspólnego (k) | 3:56:34 | 23.     | [ 14 ] |
| Linda Villumsen | jazda indywidualna na czas (k) | 44:54   | 6.      | [ 14 ] |

#### Kolarstwo torowe
Sprint
| Zawodnik                                  | Konkurencja       | Kwalifikacje  | Kwalifikacje    | Runda 1               | Repasaże                               | Runda 2                 | Repasaże                                 | Ćwierćfinały                                          | Półfinały       | Finał                    | Finał   | Źródło |
| Zawodnik                                  | Konkurencja       | Czas Prędkość | Przeciwnik Czas | Pozycja               | Przeciwnik Czas                        | Przeciwnik Czas         | Przeciwnik Czas                          | Przeciwnik Czas                                       | Przeciwnik Czas | Przeciwnik Czas          | Pozycja | Źródło |
| ----------------------------------------- | ----------------- | ------------- | --------------- | --------------------- | -------------------------------------- | ----------------------- | ---------------------------------------- | ----------------------------------------------------- | --------------- | ------------------------ | ------- | ------ |
| Sam Webster                               | indywidualnie (m) | 9,880 72,874  | 9.              | Edward Dawkins 10,159 | N/A                                    | Dienis Dmitrijew 10,244 | Xu Chao Fabian Puerta 10,801             | Maximilian Levy Fabian Puerta Jeffrey Hoogland 10,604 | NQ              | NQ                       | 12.     | [ 16 ] |
| Edward Dawkins                            | indywidualnie (m) | 9,895 72,764  | 10.             | Sam Webster 10,309    | Maximilian Levy Njisane Phillip 10,380 | NQ                      | NQ                                       | NQ                                                    | NQ              | NQ                       |         | [ 16 ] |
| Natasha Hansen                            | indywidualnie (k) | 10,871 66,231 | 7.              | Kate O’Brien 11,400   | N/A                                    | Kristina Vogel 11,289   | Simona Krupeckaitė Virginie Cueff 11,707 | Anna Meares Miriam Welte Virginie Cueff 11,795        | NQ              | NQ                       | 9.      | [ 17 ] |
| Olivia Podmore                            | indywidualnie (k) | 11,315 63,632 | 23.             | NQ                    | NQ                                     | NQ                      | NQ                                       | NQ                                                    | NQ              | NQ                       | NQ      |        |
| Edward Dawkins Ethan Mitchell Sam Webster | drużynowo (m)     | 42,673        | 2.              | N/A                   | N/A                                    | N/A                     | N/A                                      | N/A                                                   | Niemcy · 42,536 | Wielka Brytania · 42,542 | srebro  | [ 16 ] |
| Natasha Hansen Olivia Podmore             | drużynowo (k)     | 34,346        | 9.              | NQ                    | NQ                                     | NQ                      | NQ                                       | NQ                                                    | NQ              | NQ                       | NQ      | [ 17 ] |

Keirin
| Zawodnik       | Konkurencja | Runda 1 | Repesaż | Runda 2 | Finał   | Źródło |
| Zawodnik       | Konkurencja | Pozycja | Pozycja | Pozycja | Pozycja | Źródło |
| -------------- | ----------- | ------- | ------- | ------- | ------- | ------ |
| Sam Webster    | mężczyźni   | 1.      | N/A     | 6.      | 7.      | [ 16 ] |
| Edward Dawkins | mężczyźni   | 4.      | 3.      | NQ      | NQ      | [ 16 ] |
| Natasha Hansen | kobiety     | 3.      | 2.      | NQ      | NQ      | [ 17 ] |
| Olivia Podmore | kobiety     | DNF     | 5.      | NQ      | NQ      | [ 17 ] |

Omnium
| Zawodnik      | Konkurencja | Scratch | Scratch | Wyścig na dochodzenie | Wyścig na dochodzenie | Wyścig na dochodzenie | Wyścig eliminacyjny | Wyścig eliminacyjny | Wyścig na 500 m | Wyścig na 500 m | Wyścig na 500 m | Okrążenie start lotny | Okrążenie start lotny | Okrążenie start lotny | Wyścig punktowy | Wyścig punktowy | Suma punktów | Pozycja | Źródło |
| Zawodnik      | Konkurencja | Pozycja | Punkty  | Czas                  | Pozycja               | Punkty                | Pozycja             | Punkty              | Czas            | Pozycja         | Punkty          | Czas                  | Pozycja               | Punkty                | Punkty          | Pozycja         | Suma punktów | Pozycja | Źródło |
| ------------- | ----------- | ------- | ------- | --------------------- | --------------------- | --------------------- | ------------------- | ------------------- | --------------- | --------------- | --------------- | --------------------- | --------------------- | --------------------- | --------------- | --------------- | ------------ | ------- | ------ |
| Dylan Kennett | mężczyźni   | 5.      | 32      | 4:20,180              | 6.                    | 30                    | 17.                 | 8                   | 1:00,923        | 1.              | 40              | 12,506                | 1.                    | 40                    | -7              | 15.             | 143          | 8.      | [ 16 ] |
| Lauren Ellis  | kobiety     | 5.      | 32      | 3:33,221              | 6.                    | 30                    | 11.                 | 20                  | 36,427          | 11.             | 20              | 14,574                | 14.                   | 14                    | 73              | 2.              | 189          | 4.      | [ 17 ] |

Wyścig na dochodzenie drużynowy
| Zawodnik                                                   | Konkurencja | Kwalifikacje | Kwalifikacje | Pierwsza runda             | Pierwsza runda | Finał             | Finał | Źródło |
| Zawodnik                                                   | Konkurencja | Czas         | M.           | Przeciwnik Wynik           | M.             | Przeciwnik Wynik  | M.    | Źródło |
| ---------------------------------------------------------- | ----------- | ------------ | ------------ | -------------------------- | -------------- | ----------------- | ----- | ------ |
| Pieter Bulling Aaron Gate Dylan Kennett Regan Gough        | mężczyźni   | 3:55,977     | 4.           | Wielka Brytania · 3:55,654 | 4.             | Dania · 3:56,753  | 4.    | [ 16 ] |
| Lauren Ellis Racquel Sheath Rushlee Buchanan Jaime Nielsen | kobiety     | 4:20,061     | 5.           | Polska · 4:17,592          | 4.             | Kanada · 4:18,459 | 4.    | [ 17 ] |

#### Kolarstwo górskie
| Zawodnik    | Konkurencja       | Czas        | Pozycja | Źródło |
| ----------- | ----------------- | ----------- | ------- | ------ |
| Samuel Gaze | cross-country (m) | 1 okrążenie | 37.     | [ 18 ] |

#### Kolarstwo BMX
| Zawodniczka | Konkurencja | Eliminacje | Eliminacje | Ćwierćfinał | Ćwierćfinał | Półfinał | Półfinał | Finał | Finał   | Źródło |
| Zawodniczka | Konkurencja | Wynik      | Miejsce    | Wynik       | Miejsce     | Wynik    | Miejsce  | Wynik | Miejsce | Źródło |
| ----------- | ----------- | ---------- | ---------- | ----------- | ----------- | -------- | -------- | ----- | ------- | ------ |
| Trent Jones | mężczyźni   | 36,331     | 25.        | 7           | 2.          | 17       | 13.      | NQ    | NQ      | [ 19 ] |

### Lekkoatletyka
Mężczyźni
Konkurencje biegowe
| Zawodnik        | Konkurencja   | Eliminacje | Eliminacje | Półfinał | Półfinał | Finał    | Finał   | Źródło               |
| Zawodnik        | Konkurencja   | Wynik      | Miejsce    | Wynik    | Miejsce  | Wynik    | Miejsce | Źródło               |
| --------------- | ------------- | ---------- | ---------- | -------- | -------- | -------- | ------- | -------------------- |
| Julian Matthews | 1500 m        | 3:40,40    | 19.        | NQ       | NQ       | NQ       | NQ      | [ 20 ] [ 21 ] [ 22 ] |
| Hamish Carson   | 1500 m        | 3:48,18    | 32.        | NQ       | NQ       | NQ       | NQ      | [ 20 ] [ 21 ] [ 22 ] |
| Nick Willis     | 1500 m        | 3:38,55    | 6.         | 3:39,96  | 6.       | 3:50,24  | brąz    | [ 20 ] [ 21 ] [ 22 ] |
| Zane Robertson  | 10 000 m      | N/A        | N/A        | N/A      | N/A      | 27:33,67 | 12.     | [ 23 ]               |
| Quentin Rew     | chód na 20 km | N/A        | N/A        | N/A      | N/A      | DSQ      | DSQ     | [ 24 ]               |
| Quentin Rew     | chód na 50 km | N/A        | N/A        | N/A      | N/A      | 3:49:32  | 12.     | [ 25 ]               |

Konkurencje techniczne
| Zawodnik        | Konkurencja    | Kwalifikacje | Kwalifikacje | Finał | Finał   | Źródło        |
| Zawodnik        | Konkurencja    | Wynik        | Miejsce      | Wynik | Miejsce | Źródło        |
| --------------- | -------------- | ------------ | ------------ | ----- | ------- | ------------- |
| Tomas Walsh     | pchnięcie kulą | 21,03        | 2.           | 21,36 | brąz    | [ 26 ] [ 27 ] |
| Jacko Gill      | pchnięcie kulą | 20,80        | 4.           | 20,50 | 9.      | [ 26 ] [ 27 ] |
| Stuart Farquhar | rzut oszczepem | 77,32        | 29.          | NQ    | NQ      | [ 28 ]        |

Kobiety
Konkurencje biegowe
| Zawodniczka   | Konkurencja | Eliminacje | Eliminacje | Półfinał | Półfinał | Finał    | Finał   | Źródło |
| Zawodniczka   | Konkurencja | Wynik      | Miejsce    | Wynik    | Miejsce  | Wynik    | Miejsce | Źródło |
| ------------- | ----------- | ---------- | ---------- | -------- | -------- | -------- | ------- | ------ |
| Angela Petty  | 800 m       | 2:02,40    | 44.        | NQ       | NQ       | NQ       | NQ      | [ 29 ] |
| Nikki Hamblin | 1500 m      | 4:11,88    | 30.        | NQ       | NQ       | NQ       | NQ      | [ 30 ] |
| Nikki Hamblin | 5000 m      | 16:43,61   | 29.        | N/A      | N/A      | 16:14,24 | 17.     | [ 32 ] |
| Lucy Oliver   | 5000 m      | 15:53,77   | 27.        | N/A      | N/A      | NQ       | NQ      | [ 32 ] |
| Alana Barber  | chód 20 km  | N/A        | N/A        | N/A      | N/A      | 1:35:55  | 35.     | [ 33 ] |

Konkurencje techniczne
| Zawodniczka     | Konkurencja    | Kwalifikacje | Kwalifikacje | Finał | Finał   | Źródło        |
| Zawodniczka     | Konkurencja    | Wynik        | Miejsce      | Wynik | Miejsce | Źródło        |
| --------------- | -------------- | ------------ | ------------ | ----- | ------- | ------------- |
| Eliza McCartney | skok o tyczce  | 4,60         | 4.           | 4,80  | brąz    | [ 34 ] [ 35 ] |
| Valerie Adams   | pchnięcie kulą | 19,74        | 1.           | 20,42 | srebro  | [ 36 ] [ 37 ] |

### Piłka nożna
Turniej kobiet
- Reprezentacja kobiet

| - Erin Nayler - Ria Percival - Anna Green - Katie Duncan - Abby Erceg - Rebekah Stott - Alexandra Riley - Jasmine Pereira - Amber Hearn |  | - Sarah Gregorius - Kirsty Yallop - Betsy Hassett - Rosie White - Katie Bowen - Meikayla Moore - Annalie Longo - Hannah Wilkinson - Rebecca Rolls |

| Drużyna       | Konkurencja    | Faza grupowa          | Faza grupowa     | Faza grupowa     | Faza grupowa | Ćwierćfinały     | Półfinały        | Finał mecz o 3. miejsce | Pozycja | Źródło |
| Drużyna       | Konkurencja    | Przeciwnik Wynik      | Przeciwnik Wynik | Przeciwnik Wynik | Pozycja      | Przeciwnik Wynik | Przeciwnik Wynik | Przeciwnik Wynik        | Pozycja | Źródło |
| ------------- | -------------- | --------------------- | ---------------- | ---------------- | ------------ | ---------------- | ---------------- | ----------------------- | ------- | ------ |
| Nowa Zelandia | turniej kobiet | Stany Zjednoczone 0:2 | Kolumbia 1:0     | Francja 0:3      | 3.           | NQ               | NQ               | NQ                      | 8.      | [ 38 ] |

### Pływanie
Mężczyźni
| Zawodnik        | Konkurencja       | Eliminacje | Eliminacje | Półfinał | Półfinał | Finał     | Finał   | Źródło |
| Zawodnik        | Konkurencja       | Czas       | Miejsce    | Czas     | Miejsce  | Czas      | Miejsce | Źródło |
| --------------- | ----------------- | ---------- | ---------- | -------- | -------- | --------- | ------- | ------ |
| Matthew Stanley | 100 m dowolnym    | 50,14      | 42.        | NQ       | NQ       | NQ        | NQ      | [ 39 ] |
| Matthew Stanley | 200 m dowolnym    | 1:47,37    | 20.        | NQ       | NQ       | NQ        | NQ      | [ 40 ] |
| Matt Hutchins   | 400 m dowolnym    | 3:48,25    | 19.        | N/A      | N/A      | NQ        | NQ      | [ 41 ] |
| Matt Hutchins   | 1500 m dowolnym   | 15:32,60   | 38.        | N/A      | N/A      | NQ        | NQ      | [ 42 ] |
| Corey Main      | 100 m grzbietowym | 53,99      | 16.        | 54,29    | 15.      | NQ        | NQ      | [ 43 ] |
| Corey Main      | 200 m grzbietowym | 1:57,51    | 15.        | 1:58,08  | 14.      | NQ        | NQ      | [ 44 ] |
| Glenn Snyders   | 100 m klasycznym  | 1:00,26    | 16.        | 1:00,50  | 15.      | NQ        | NQ      | [ 45 ] |
| Glenn Snyders   | 200 m klasycznym  | 2:12,47    | 23.        | NQ       | NQ       | NQ        | NQ      | [ 46 ] |
| Bradlee Ashby   | 200 m motylkowym  | 2:01,22    | 29.        | NQ       | NQ       | NQ        | NQ      | [ 47 ] |
| Bradlee Ashby   | 200 m zmiennym    | 1:59,77    | 16.        | 2:00,45  | 14.      | NQ        | NQ      | [ 48 ] |
| Kane Radford    | 10 km             | NQ         | NQ         | NQ       | NQ       | 1:53:18,7 | 19.     | [ 49 ] |

Kobiety
| Zawodniczka   | Konkurencja      | Eliminacje | Eliminacje | Półfinał | Półfinał | Finał | Finał   | Źródło |
| Zawodniczka   | Konkurencja      | Czas       | Miejsce    | Czas     | Miejsce  | Czas  | Miejsce | Źródło |
| ------------- | ---------------- | ---------- | ---------- | -------- | -------- | ----- | ------- | ------ |
| Lauren Boyle  | 400 m dowolnym   | 4:07,90    | 14.        | N/A      | N/A      | NQ    | NQ      | [ 50 ] |
| Lauren Boyle  | 800 m dowolnym   | 8:25,84    | 9.         | N/A      | N/A      | NQ    | NQ      | [ 51 ] |
| Emma Robinson | 800 m dowolnym   | 8:33,73    | 16.        | N/A      | N/A      | NQ    | NQ      | [ 51 ] |
| Helena Gasson | 100m motylkowym  | 59,82      | 32.        | NQ       | NQ       | NQ    | NQ      | [ 52 ] |
| Helena Gasson | 200 m motylkowym | 2:12,18    | 25.        | NQ       | NQ       | NQ    | NQ      | [ 53 ] |

### Podnoszenie ciężarów
| Zawodnik         | Konkurencja     | Rwanie | Rwanie  | Podrzut | Podrzut | Razem  | Pozycja | Źródło |
| Zawodnik         | Konkurencja     | Wynik  | Pozycja | Wynik   | Pozycja | Razem  | Pozycja | Źródło |
| ---------------- | --------------- | ------ | ------- | ------- | ------- | ------ | ------- | ------ |
| Richie Patterson | -85 kg mężczyzn | 149 kg | 16.     | 181 kg  | 15.     | 330 kg | 16.     | [ 54 ] |
| Tracey Lambrechs | +75 kg kobiet   | 98 kg  | 15.     | 133 kg  | 13.     | 231 kg | 13.     | [ 54 ] |

### Rugby 7
Turniej kobiet
- Reprezentacja kobiet

| - Shakira Baker - Kelly Brazier - Gayle Broughton - Theresa Fitzpatrick - Sarah Goss - Kayla McAlister |  | - Huriana Manuel - Tyla Nathan-Wong - Terina Te Tamaki - Ruby Tui - Niall Williams - Portia Woodman |

| Drużyna       | Konkurencja | Faza grupowa     | Faza grupowa     | Faza grupowa     | Faza grupowa | Ćwierćfinały          | Półfinały            | Finał/Mecz 3.miejsce | Pozycja | Źródło               |
| Drużyna       | Konkurencja | Przeciwnik Wynik | Przeciwnik Wynik | Przeciwnik Wynik | Pozycja      | Przeciwnik Wynik      | Przeciwnik Wynik     | Przeciwnik Wynik     | Pozycja | Źródło               |
| ------------- | ----------- | ---------------- | ---------------- | ---------------- | ------------ | --------------------- | -------------------- | -------------------- | ------- | -------------------- |
| Nowa Zelandia | kobiety     | Kenia 52:0       | Hiszpania 31:5   | Francja 26:7     | 1.           | Stany Zjednoczone 5:0 | Wielka Brytania 25:7 | Australia 17:24      | srebro  | [ 55 ] [ 56 ] [ 57 ] |

Turniej mężczyzn
- Reprezentacja mężczyzn

| - Scott Curry - Tim Mikkelson - Akira Ioane - DJ Forbes - Lewis Ormond - Augustine Pulu - Sam Dickson |  | - Gillies Kaka - Regan Ware - Rieko Ioane - Joe Webber - Sonny Bill Williams - Sione Molia |

| Drużyna       | Konkurencja | Faza grupowa     | Faza grupowa     | Faza grupowa          | Faza grupowa | Ćwierćfinały     | Półfinały        | Finał/Mecz 3.miejsce | Pozycja | Źródło                      |
| Drużyna       | Konkurencja | Przeciwnik Wynik | Przeciwnik Wynik | Przeciwnik Wynik      | Pozycja      | Przeciwnik Wynik | Przeciwnik Wynik | Przeciwnik Wynik     | Pozycja | Źródło                      |
| ------------- | ----------- | ---------------- | ---------------- | --------------------- | ------------ | ---------------- | ---------------- | -------------------- | ------- | --------------------------- |
| Nowa Zelandia | mężczyźni   | Japonia 12:14    | Kenia 28:5       | Wielka Brytania 19:21 | 3.           | Fidżi 7:12       | Francja 24:19    | Argentyna 17:14      | 4.      | [ 60 ] [ 61 ] [ 62 ] [ 63 ] |

### Skoki do wody
| Zawodniczka   | Konkurencja                  | Preeliminacje | Preeliminacje | Półfinał | Półfinał | Finał  | Finał   | Źródło |
| Zawodniczka   | Konkurencja                  | Punkty        | Miejsce       | Punkty   | Miejsce  | Punkty | Miejsce | Źródło |
| ------------- | ---------------------------- | ------------- | ------------- | -------- | -------- | ------ | ------- | ------ |
| Elizabeth Cui | trampolina 3 m indywidualnie | 273,30        | 24.           | NQ       | NQ       | NQ     | NQ      | [ 64 ] |

### Strzelectwo
| Zawodnik       | Konkurencja                           | Kwalifikacje | Kwalifikacje | Półfinał | Półfinał | Finał | Finał   | Źródło |
| Zawodnik       | Konkurencja                           | Wynik        | Pozycja      | Wynik    | Pozycja  | Wynik | Pozycja | Źródło |
| -------------- | ------------------------------------- | ------------ | ------------ | -------- | -------- | ----- | ------- | ------ |
| Ryan Taylor    | karabin małokalibrowy leżąc mężczyźni | 622,4        | 16.          | N/A      | N/A      | NQ    | NQ      | [ 65 ] |
| Natalie Rooney | trap                                  | 68           | 5.           | 13       | 2.       | 11    | srebro  | [ 66 ] |
| Chloe Tipple   | skeet                                 | 67           | 13.          | NQ       | NQ       | NQ    | NQ      | [ 66 ] |

### Taekwondo
| Zawodnik      | Konkurencja   | 1/8              | Ćwierćfinał      | Półfinał         | Repesaż          | Finał/3.miejsce  | Finał/3.miejsce | Źródło |
| Zawodnik      | Konkurencja   | Przeciwnik Wynik | Przeciwnik Wynik | Przeciwnik Wynik | Przeciwnik Wynik | Przeciwnik Wynik | Pozycja         | Źródło |
| ------------- | ------------- | ---------------- | ---------------- | ---------------- | ---------------- | ---------------- | --------------- | ------ |
| Andrea Kilday | -49 kg kobiet | Sing P 5-7       | NQ               | NQ               | NQ               | NQ               | 11.             | [ 67 ] |

### Tenis ziemny
| Zawodnik                     | Konkurencja | 1/16             | 1/8                                   | Ćwierćfinały     | Półfinały        | Finał            | Finał   | Źródło |
| Zawodnik                     | Konkurencja | Przeciwnik Wynik | Przeciwnik Wynik                      | Przeciwnik Wynik | Przeciwnik Wynik | Przeciwnik Wynik | Pozycja | Źródło |
| ---------------------------- | ----------- | ---------------- | ------------------------------------- | ---------------- | ---------------- | ---------------- | ------- | ------ |
| Marcus Daniell Michael Venus | debel (m)   | N/A              | Nestor Pospisil P 1-2 (6:4, 3:6, 6:7) | NQ               | NQ               | NQ               | 17.     | [ 68 ] |

### Triathlon
| Zawodnik      | Konkurencja | Pływanie (1,5 km) | Zmiana 1 | Jazda na rowerze (40 km) | Zmiana 2 | Bieg (10 km) | Czas    | Pozycja | Źródło |
| ------------- | ----------- | ----------------- | -------- | ------------------------ | -------- | ------------ | ------- | ------- | ------ |
| Andrea Hewit  | kobiety     | 19:04             | 0:56     | 1:01:28                  | 0:41     | 36:006       | 1:58:15 | 7.      | [ 69 ] |
| Nicky Samuels | kobiety     | 19:06             | 0:56     | 1:01:27                  | 0:43     | 37:18        | 1:59:30 | 13.     | [ 69 ] |
| Ryan Sissons  | mężczyźni   | 17:34             | 0:48     | 56:20                    | 0:34     | 32:45        | 1:48:01 | 21.     | [ 70 ] |
| Tony Dodds    | mężczyźni   | 17:31             | 0:47     | 56:24                    | 0:35     | 33:06        | 1:48:24 | 21.     | [ 70 ] |

### Wioślarstwo
| Zawodnik | Konkurencja | Eliminacje | Eliminacje | Repesaż | Repesaż | Ćwierćfinały | Ćwierćfinały | Półfinały            | Półfinały       | Finał            | Finał      | Miejsce | Źródło                      |
| Zawodnik | Konkurencja | Czas       | M.         | Czas    | M.      | Czas         | M.           | Czas                 | M.              | Czas             | M.         | Miejsce | Źródło                      |
| --- | ----------- | ---------- | ---------- | ------- | ------- | ------------ | ------------ | -------------------- | --------------- | ---------------- | ---------- | ------- | --------------------------- |
| Mahé Drysdale | M1x         | 7:04,45    | 1.         | N/A     | N/A     | 6:46,51      | 1.           | 7:03,70 Półfinał A/B | 1.              | 6:41,34 Finał A  | 1.         | złoto   | [ 71 ] [ 72 ] [ 73 ] [ 74 ] |
| Robert Manson Chris Harris | M2x         | 6:40,35    | 1.         | N/A     | N/A     | N/A          | N/A          | 6:17,01              | 4.              | 7:06,80. Finał B | 5.         | 11.     | [ 75 ] [ 76 ] [ 77 ]        |
| Hamish Bond Eric Murray | M2-         | 6:41,75    | 1.         | N/A     | N/A     | N/A          | N/A          | 6:23,36              | 1.              | 6:59,71 Finał A  | 1.         | złoto   | [ 78 ] [ 79 ] [ 80 ]        |
| Nathan Flannery John Storey George Bridgewater Jade Uru                                                                            | M4x         | 5:59,13    | 4.         | 5:58,92 | 6.      | N/A          | N/A          | N/A                  | N/A             | 6:18,92          | 4. Finał B | 10.     | [ 81 ] [ 82 ] [ 83 ]        |
| James Lassche Peter Taylor Alistair Bond James Hunter                                                                              | LM4-        | 6:03,34    | 3.         | N/A     | N/A     | N/A          | N/A          | 6:08,96              | 3.              | 6:28,14 Finał A  | 5.         | 5.      | [ 84 ] [ 85 ] [ 86 ]        |
| Michael Brake Isaac Grainger Stephen Jones Alex Kennedy Shaun Kirkham Thomas Murray Brook Robertson Jonathan Wright Caleb Shepherd | M8+         | 5:36,28    | 3.         | 5:56,64 | 3.      | N/A          | N/A          | N/A                  | N/A             | 5:36,64          | 6.         | 6.      | [ 87 ] [ 88 ] [ 89 ]        |
| Emma Twigg | W1x         | 8:17,02    | 1.         | N/A     | N/A     | 7:31,79      | 1.           | 7:48,20              | 2. Półfinał A/B | 7:24,48          | 4. Finał A | 4.      | [ 90 ] [ 91 ] [ 92 ] [ 93 ] |
| Eve MacFarlane Zoe Stevenson | W2x         | 7:14,31    | 1.         | BYE     | BYE     | N/A          | N/A          | 6:52,97              | 4.              | 7:50,74          | 6. Finał B | 12.     | [ 94 ] [ 95 ] [ 96 ]        |
| Rebecca Scown Genevieve Behrent | W2-         | 7:09,23    | 1.         | BYE     | BYE     | N/A          | N/A          | 7:29,67              | 2.              | 7:19,53          | 2. Finał A | srebro  | [ 97 ] [ 98 ] [ 99 ]        |
| Sophie MacKenzie Julia Edward | LW2x        | 7:02,01    | 2.         | BYE     | BYE     | N/A          | N/A          | 7:19,27              | 2. Półfinał A/B | 7:10,61          | 4. Finał A | 4.      | [ 100 ] [ 101 ] [ 102 ]     |
| Kayla Pratt Rebecca Scown Ruby Tew Kelsey Bevan Grace Prendergast Kerri Gowler Genevieve Behrent Emma Dyke Francie Turner          | W8x         | 6:12,05    | 2.         | 6:34,90 | 3.      | N/A          | N/A          | N/A                  | N/A             | 6:05,48          | 4. Finał A | 4.      | [ 103 ] [ 104 ] [ 105 ]     |

### Żeglarstwo
Kobiety
| Zawodnik                 | Konkurencja | Wyścig | Wyścig | Wyścig | Wyścig | Wyścig | Wyścig | Wyścig | Wyścig | Wyścig | Wyścig | Wyścig | Wyścig | Wyścig | Punkty | Finałowa pozycja | Źródło  |
| Zawodnik                 | Konkurencja | 1      | 2      | 3      | 4      | 5      | 6      | 7      | 8      | 9      | 10     | 11     | 12     | M*     | Punkty | Finałowa pozycja | Źródło  |
| ------------------------ | ----------- | ------ | ------ | ------ | ------ | ------ | ------ | ------ | ------ | ------ | ------ | ------ | ------ | ------ | ------ | ---------------- | ------- |
| Jo Aleh Polly Powrie     | 470         | 21     | 1      | 4      | 1      | 12     | 21     | 3      | 1      | 1      | 4      | N/A    | N/A    | 6      | 54     | srebro           | [ 106 ] |
| Alex Maloney Molly Meech | 49erFX      | 6      | 5      | 4      | 4      | 5      | 1      | 6      | 12     | 3      | 3      | 5      | 5      | 4      | 51     | srebro           | [ 107 ] |

Mężczyźni
| Zawodnik                        | Konkurencja | Wyścig | Wyścig | Wyścig | Wyścig | Wyścig | Wyścig | Wyścig | Wyścig | Wyścig | Wyścig | Wyścig | Wyścig | Wyścig | Punkty | Finałowa pozycja | Źródło  |
| Zawodnik                        | Konkurencja | 1      | 2      | 3      | 4      | 5      | 6      | 7      | 8      | 9      | 10     | 11     | 12     | M*     | Punkty | Finałowa pozycja | Źródło  |
| ------------------------------- | ----------- | ------ | ------ | ------ | ------ | ------ | ------ | ------ | ------ | ------ | ------ | ------ | ------ | ------ | ------ | ---------------- | ------- |
| Sam Meech                       | Laser       | 19     | 3      | 5      | 6      | 14     | 17     | 13     | 6      | 12     | 1      | N/A    | N/A    | 8      | 85     | brąz             | [ 108 ] |
| Josh Junior                     | Finn        | 16     | 24     | 14     | 14     | 5      | 3      | 18     | 2      | 4      | 6      | N/A    | N/A    | 8      | 92     | 7.               | [ 109 ] |
| Paul Snow-Hansen Daniel Willcox | 470         | 2      | 10     | 20     | 15     | 23     | 2      | 2      | 13     | 10     | 15     | N/A    | N/A    | 12     | 104    | 10.              | [ 110 ] |
| Peter Burling Blair Tuke        | 49er        | 1      | 1      | 5      | 2      | 7      | 6      | 2      | 3      | 1      | 3      | 5      | 4      | 2      | 35     | złoto            | [ 111 ] |

Open
| Zawodnik                   | Konkurencja | Wyścig | Wyścig | Wyścig | Wyścig | Wyścig | Wyścig | Wyścig | Wyścig | Wyścig | Wyścig | Wyścig | Wyścig | Wyścig | Punkty | Finałowa pozycja | Źródło  |
| Zawodnik                   | Konkurencja | 1      | 2      | 3      | 4      | 5      | 6      | 7      | 8      | 9      | 10     | 11     | 12     | M*     | Punkty | Finałowa pozycja | Źródło  |
| -------------------------- | ----------- | ------ | ------ | ------ | ------ | ------ | ------ | ------ | ------ | ------ | ------ | ------ | ------ | ------ | ------ | ---------------- | ------- |
| Gemma Jones Jason Saunders | Nacra 17    | 9      | 13     | 7      | 5      | 4      | 2      | 4      | 8      | 12     | 13     | 13     | 2      | 2      | 81     | 4.               | [ 112 ] |

M = Wyścig medalowy